# Rimu-Harzeibe

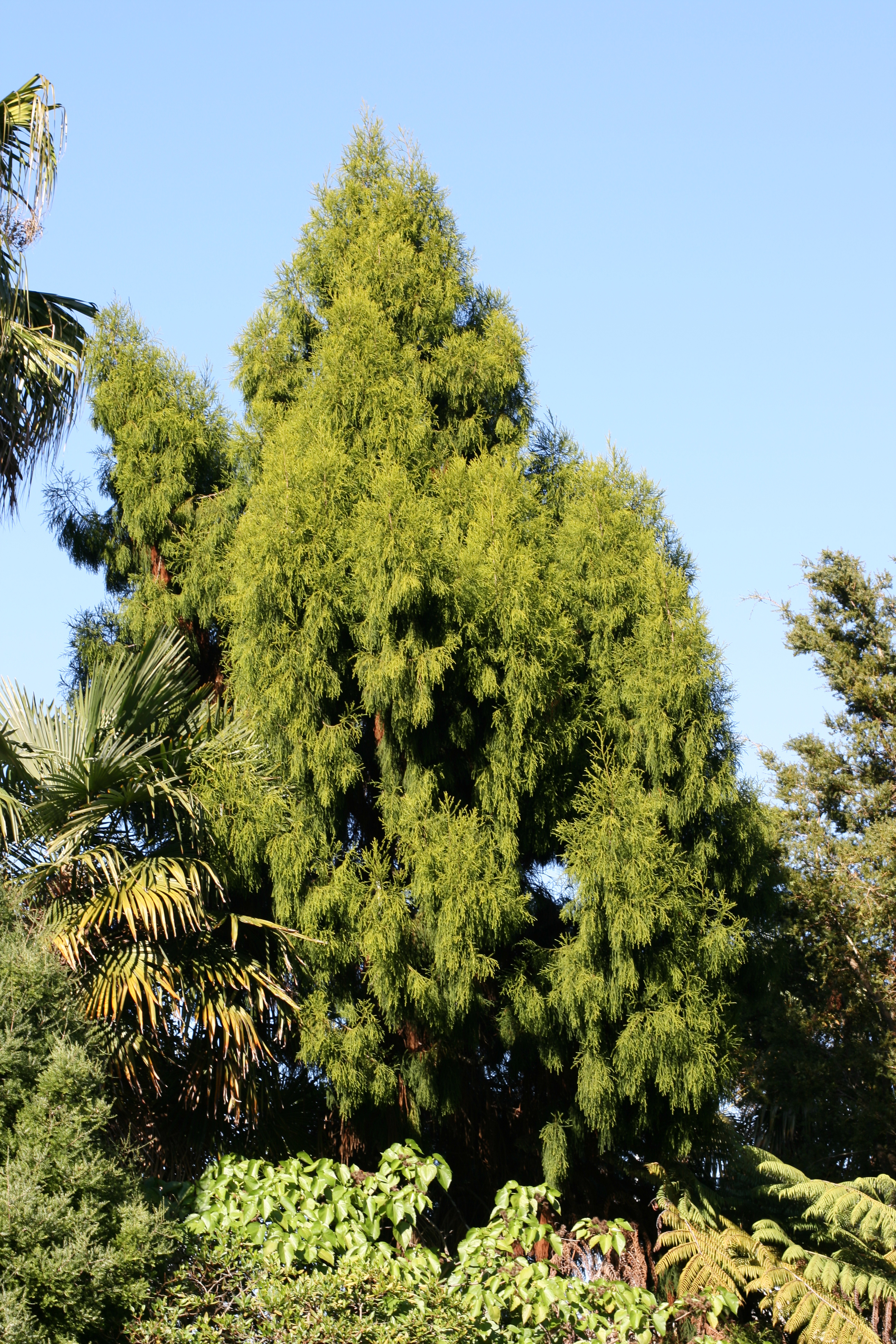
Junge Rimu-Harzeibe (Dacrydium cupressinum)

Die Rimu-Harzeibe (Dacrydium cupressinum) ist eine Pflanzenart aus der Familie der Steineibengewächse (Podocarpaceae). Sie ist nur in Neuseeland heimisch. Der englische Trivialname red pine, übersetzt ‚Rotkiefer‘, ist irreführend, da es sich nicht um eine Kiefer, sondern ein Mitglied der auf der Südhalbkugel verbreiteten Steineibengewächse handelt. Heute wird auf Neuseeland die Bezeichnung „Rimu“ der Māori für den Baum verwendet.

## Vorkommen
Dacrydium cupressinum ist nur in Neuseeland heimisch. Rimu wachsen in Neuseeland auf beiden Hauptinseln und auf der Stewart-Insel. Die größten Populationen finden sich an der West Coast der Südinsel, die größten Bäume in den Steineiben-Mischwäldern nahe der Stadt Taupō (Pureora, Waihaha und Whirinaki Forest).
Der Rimu wächst meist in von Laubbäumen dominiertem subtropischem Lorbeer- und gemäßigtem Regenwald, es existieren aber besonders an der Westküste der Südinsel nahezu reine Bestände.

## Beschreibung
Dacrydium cupressinum ist ein langsamwachsender, immergrüner Baum, der, als über das Kronendach ragender Emergent, Wuchshöhen von bis über 40 Meter erreichen kann. Die meisten überlebenden Bäume sind aber nur 20 bis 35 Meter hoch. Historische Überlieferungen sprechen von noch viel höheren Bäumen in heute zerstörten, dichten Wäldern. Der gerade Stamm erreicht normalerweise Durchmesser von bis über 2 Meter. Sie können 800 bis über 900 Jahre alt werden.
Die spiralig am Zweig angeordneten Nadeln sind ahlenförmig und bei jungen Pflanzen bis 7 mm lang und 1 mm breit, bei erwachsenen Bäumen 2 bis 3 mm lang.
Dacrydium cupressinum ist wie die meisten Steineibengewächse zweihäusig getrenntgeschlechtig (diözisch). Die Samen benötigen bis zur Reife 15 Monate. Die reifen „Zapfen“ bestehen aus einem fleischigen, orange-roten, 6 bis 10 mm langen Podocarpium, das einen, seltener zwei endständige, 4 mm lange Samen trägt. Die Samen werden von Vögeln verbreitet, die diese und das Podocarpium und das rote, kleine, becherförmige Epimatium an der Basis fressen und die Samen später wieder ausscheiden. Die Früchte sind eine wichtige Nahrungsquelle für einige Arten, besonders den Kakapo, dessen Brutzyklus auf den Reproduktionszyklus des Baumes abgestimmt ist.

## Verwendung
Rimu war für die frühen europäischen Siedler neben Kauri und Totara die hauptsächliche Quelle von Holz für Möbel und Hausbau. Daher wurden viele der ursprünglichen Bestände zerstört. Derzeit verbietet eine Regierungsanordnung das Fällen der Bäume in den in öffentlichem Eigentum stehenden Wäldern; auf Privatgrund unterliegt die Nutzung Einschränkungen. Die extrem schnellwüchsige Monterey-Kiefer hat den Rimu in den meisten Wirtschaftszweigen ersetzt; als Holz für hochqualitative Möbel bleibt Rimu beliebt. Man gewinnt auch in kleinerem Umfang die Stubben und das Wurzelholz vor vielen Jahren gefällter Bäume, um es zu Schalen und anderen Drechselteilen zu verarbeiten. Das schöne Holz ist mittelschwer, nicht besonders hart und einigermaßen beständig.
Die innere Rinde kann als Heilmittel für Verbrennungen und Schnittverletzungen verwendet werden.
Die Früchte gelten als essbar.

## Weitere Bilder

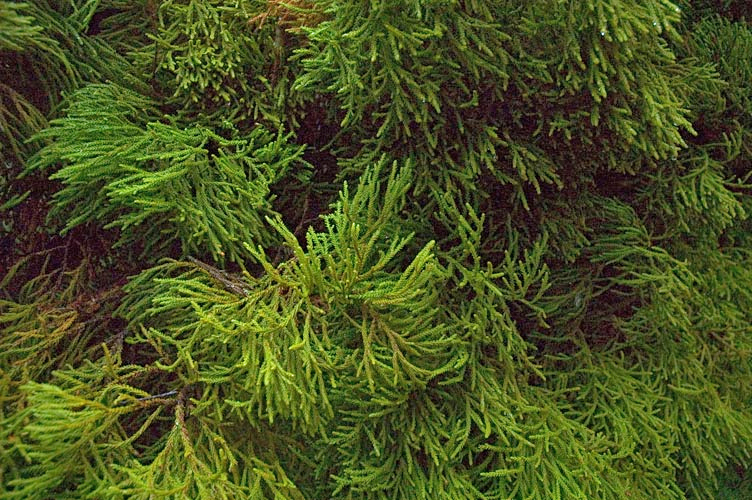
Blätter junger Pflanzen
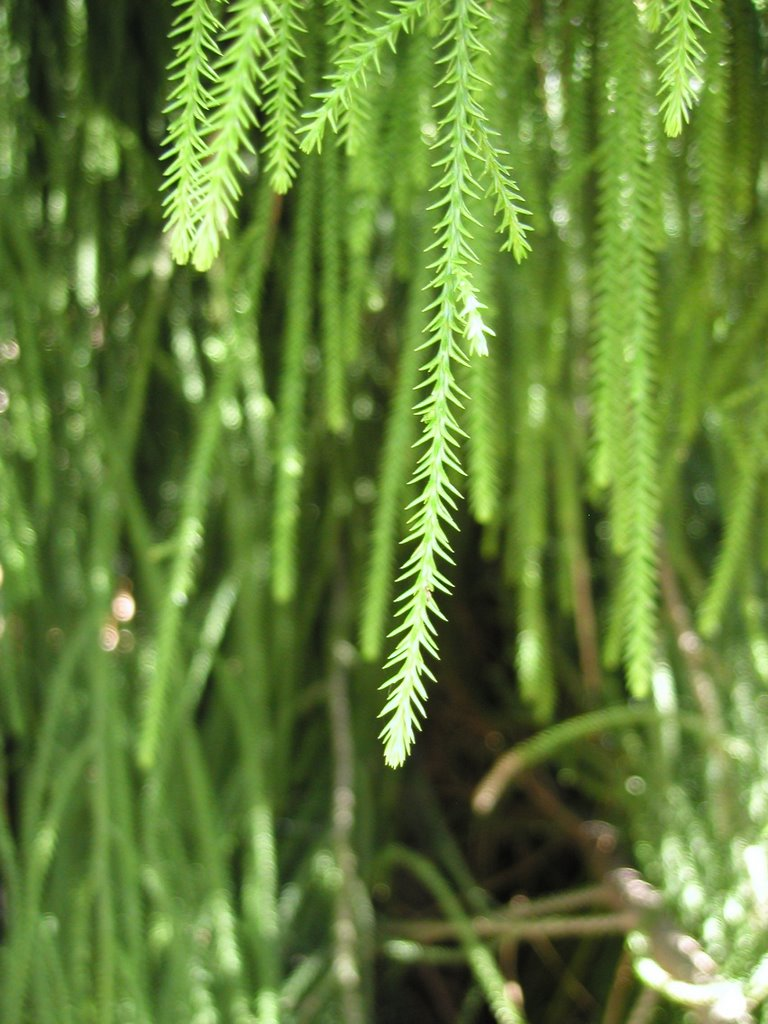
Blätter
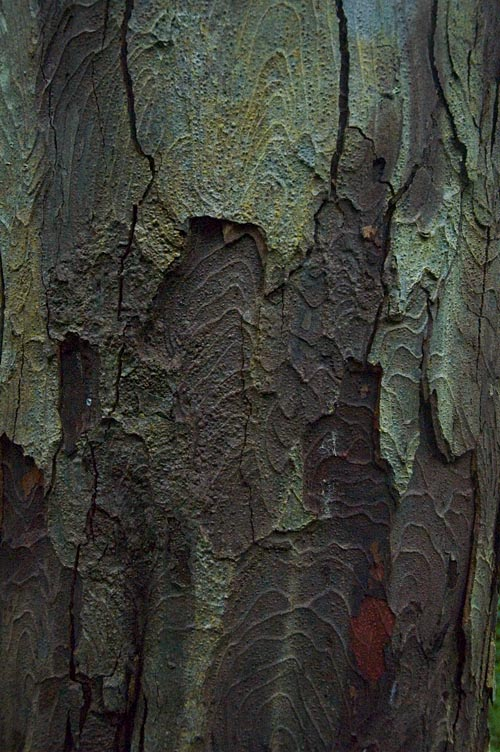
Borke